# Старобаскаково
Старобаска́ково (баш. Иҫке Баҫҡаҡ) — деревня в Кушнаренковском районе Республики Башкортостан Российской Федерации. Административный центр Матвеевского сельсовета.

## География

### Географическое положение
Расстояние до:
- районного центра (Кушнаренково): 7 км,
- ближайшей ж/д станции (Уфа): 66 км.

## Население
| 2002 | 2009 | 2010 |
| ---- | ---- | ---- |
| 333  | ↗346 | ↘301 |

### Национальный состав
Согласно переписи 2002 года, преобладающая национальность — русские (69 %).